# Charterhouse (Coventry)
Das Charterhouse (engl. für Kartause), auch bekannt als St. Anne’s Priory, Coventry ist ein Grade-I-listed-building an der London Road in der Stadt Coventry in den West Midlands von England.
Das heutige Gebäude enthält Überreste der Kartause St. Anna, deren Grundstein König Richard II. 1385 legte. Erweiterungen fanden im 15. und 16. Jahrhundert statt. Aus der gleichen Zeit stammen auch mehrere Wandgemälde. Das Ende des klösterlichen Lebens kam mit der Auflösung der englischen Klöster. Von 1848 bis etwa 1940 wurde es als Privathaus genutzt und diente dann als Zentrum für Kunst und Kultur.
Das Coach House und die mittelalterliche Abgrenzungsmauer zur Kartause bilden eine Gruppe denkmalgeschützter Gebäude. Die Kartause selbst ist ein denkmalgeschütztes Gebäude der Kategorie I, die Mauer des Bezirks steht unter Denkmalschutz der Kategorie II*, das Kutschenhaus ist unter Denkmalschutz der Kategorie II und das gesamte Gelände steht unter Denkmalschutz. Die Stätte wurde aufgrund von Problemen mit dem Dach in das Heritage at Risk Register eingetragen. Nach einer Gemeinschaftsaktion zur Rettung von Coventry ist das Gebäude nun Eigentum der Wohltätigkeitsorganisation Historic Coventry Trust, die unter anderem mit finanzieller Unterstützung des National Lottery Heritage Fund das Gelände sanieren wollen.
Das Gebäude wurde 2022 aus dem Heritage at Risk Register gestrichen und im April 2023 der Öffentlichkeit zugänglich gemacht.
Die Kartause liegt am Ufer des River Sherbourne, des Hauptflusses von Coventry. Nicht weit entfernt befindet sich das Sherbourne-Viadukt, eine Eisenbahnbrücke, die die Eisenbahnlinie von Coventry nach Rugby über den Fluss führt.